# 맛사키촌
맛사키촌(末崎村)은 이와테현 게센군에 설치되었던 촌이다.

## 연혁
- 1889년 4월 1일 - 정촌제 시행에 따라 기존의 스에자키촌의 단독으로 촌제 시행.
- 1952년 4월 1일 - 오후나토 정·사카리 정·이가와 촌·아카사키촌·닷콘 촌·히코로이치 촌과 합병해 오후나토 시가 됨.

## 교통
- 일본국유철도 오후나토선:호소우라역